# بيلي روبنسون (مصمم)
بيلي روبنسون (بالإنجليزية: Billy Robinson)‏ هو مصمم أمريكي، ولد في 24 سبتمبر 1884 في ريدفيلد في الولايات المتحدة، وتوفي في 11 مارس 1916.